# Surgoinsville
Surgoinsville è un comune degli Stati Uniti d'America, situato nello Stato del Tennessee, nella Contea di Hawkins.